# Phyllophaga koehleriana
Phyllophaga koehleriana är en skalbaggsart som beskrevs av Saylor 1940. Phyllophaga koehleriana ingår i släktet Phyllophaga och familjen Melolonthidae. Inga underarter finns listade i Catalogue of Life.